# ポケふた

鹿児島県指宿市にあるイーブイがデザインされたポケふた

ポケふたは、株式会社ポケモンが展開する『ポケットモンスター』のキャラクターであるポケモンの絵をデザインしたマンホールの蓋。

## 概要
ポケモンの一種であるイーブイが鹿児島県指宿市のスポーツ・文化交流大使に任命されたことにあわせて2018年12月20日にイーブイのマンホールを指宿駅前に設置したのが始まりで、2019年2月22日には市内の他の場所に新たにイーブイの進化形8種類のマンホールを設置、同年7月31日には株式会社ポケモンより日本全国各地で順次設置することが発表された。2021年8月時点で200枚以上が設置されている。マンホール業界団体の日本グラウンドマンホール工業会によると、特定のコンテンツのマンホールが全国の多くの地域にわたり展開されるのは、ポケふたが初だという。
公式サイトでは、ポケふたの設定として、ポケモンの一種であるもぐらポケモンのディグダが掘った穴の跡に「しるし」として誰かが絵を描いているといううわさがあると記述されている。

## 分布
2025年7月時点の未設置地域は群馬県、山梨県、長野県、広島県、熊本県、大分県の6県である。
2023年8月時点で最も多いのは北海道の41枚。これに、宮城県の35枚、三重県の29枚、岩手県の27枚と続く。宮城県、鳥取県、香川県、宮崎県ではすべての市町村に設置されている。

## デザイン
ポケモンが1匹以上描かれたデザインとなっている。選出されるポケモンは、その場所の名称や風土などに関連している場合もある。例えば、鹿児島県指宿市のポケふたにイーブイが選出された理由として、「イーブイ好き」が「いぶすき」に変容したことが由来である。また、「推しポケモン」が設定されている地域（北海道（ロコン/アローラロコン）、岩手県（イシツブテ）、宮城県（ラプラス）、福島県（ラッキー）、福井県（カイリュー）、三重県（ミジュマル）、鳥取県（サンド/アローラサンド）、香川県（ヤドン）、長崎県（デンリュウ）、宮崎県（ナッシー/アローラナッシー）のポケふたには、その多くに推しポケモンが描かれている。
神奈川県横浜市では、常設のポケふたのほか、2019年8月5日から同年9月1日までの期間限定で4枚の特別なデザインのポケふたが設置された。
マンホールの製造は、これまでデザインマンホールを数多く手掛け全国にネットワークを持つ日之出水道機器に依頼している。デザインには一定の制約が存在し、その一つとして、着色時に鋳物の上から流し込むアクリル樹脂の面積が広すぎると樹脂が剥がれる可能性が高くなるという問題がある。これを解消するため、例えば、イーブイのポケふたでは、背景に星を描くことで着色部分の面積を狭くしている。また、人が上を歩いて滑らないようにする必要があるため、ある程度の凹凸を設けるデザインとなっている。
ポケふたのデザインをモチーフにした公式グッズが各自治体や企業より発売されている。

## 企画経緯
ポケふたの設置は、推しポケモンとともに地域の魅力を国内外に発信するプロジェクト「ポケモンローカルActs」の一環として行われているもので、街の中を冒険しポケモンを探す喜びを体感できる企画は何かないかと考えたことがきっかけになっている。マンホールは設置後30年から40年の間交換の必要がないことから、地域としても長いスパンで集客などの効果を得られるメリットがある。
ポケふたはスマートフォン向け位置情報ゲームの『Pokémon GO』と連動しており、様々なアイテムが手に入る場所の「ポケストップ」としてポケふたの設置場所が設定されている。『Pokémon GO』もポケふたと同様に自治体と協力し地域活性化に取り組んでいるが、ポケふたプロジェクトの企画担当である株式会社ポケモンの今村啓太は、完全に地続きの企画というわけではないが根底の考えかたは同じだと思っていると語っている。
なお、Pokémon GOでは2018年6月にフレンド機能とギフト機能が、2021年12月にそのギフトを保存できるポストカードブック機能が実装され、ギフトは他のアイテムと同様にポケストップ及びジムで獲得することができるため、フォトディスクの絵柄が良いポケストップは人気が出るようになった。その一環でポケふたのギフトの人気が高くなり、全国のポケふたを巡って収集する人、ポケふたのギフトを交換する人が登場し、Pokémon GOのプレイヤーを中心にポケふたの認知度が高くなった。